# Rachel Dratch
Rachel Susan Dratch (Massachusetts, 22 de fevereiro de 1966) é uma atriz, comediante e dubladora estadunidense mais conhecida por fazer parte do elenco de Saturday Night Live durante 1999 a 2006. Outras aparições na televisão incluem as séries Monk, Frasier, Wizards of Waverly Place, 30 Rock e Ugly Betty. Dratch também já apareceu em diversos longas como Down with Love, Click e My Life in Ruins.

## Filmografia
- Serious Business (1999)
- Saturday Night Live (1999-2010)
- Third Watch (2000)
- The King of Queens (2002-2004)
- Martin & Orloff (2002)
- Kim Possible (2002)
- The Hebrew Hammer (2003)
- Down with Love (2003)
- After School Special (2003)
- Dickie Roberts: Former Child Star (2003)
- Home of Phobia (2004)
- Monk (2004)
- Game Over (2004)
- Frasier (2004)
- Looking for Kitty (2004)
- The Pleasure Drivers (2005)
- O'Grady (2005)
- Her Minor Thing (2005)
- A.S.S.S.S.C.A.T.: Improv (2005)
- Winter Passing (2005)
- Click (2006)
- I Now Pronounce You Chuck & Larry (2007)
- Aqua Teen Hunger Force (2008)
- Squidbillies (2008)
- Bill (2008)
- Assy McGee (2008)
- Harold (2008)
- Avatar: The Last Airbender (2008)
- The Consultants (2008)
- Superjail! (2008)
- Love N' Dancing (2008)
- My Life in Ruins (2009)
- Spring Breakdown (2009)
- Wizards of Waverly Place (2009)
- I Hate Valentine's Day (2009)
- Ugly Betty (2009)
- Sherri (2009)
- 30 Rock (2009-2010)
- My Life in Ruins (2009)
- Delocated (2010)
- Just Go With It (2011)
- That's My Boy (2012)
- The Week Of (2018)
- Little (2019)